# John L. Hall
John Lewis "Jan" Hall (sinh năm 1934) là nhà vật lý người Mỹ. Ông cùng Theodor W. Hänsch giành Giải Nobel Vật lý năm 2005 do những đóng góp cho sự phát triển quang phổ học chính xác dựa trên laser cho phép xác định một cách cực kỳ chuẩn xác màu của nguyên tử và phân tử. Cả hai đã tiến hành nghiên cứu phổ chính xác trên cơ sở laser đặc biệt là kỹ thuật lược tần số. Tiến bộ trong lĩnh vực khoa học này có thể đem lại cho chúng ta những khả năng mà trước đây chúng ta không hình dung được về nghiên cứu các hằng số tự nhiên, phát hiện sự khác biệt giữa vật chất và phản vật chất và đo được thời gian với độ chính xác không thể vượt qua được nữa. Kỹ thuật laser chính xác sẽ cải thiện đáng kể hệ thống thông tin liên lạc và định vị toàn cẩu. Nhờ phép đo chinh xác cao mà chúng ta có nhiều thông tin cơ bản về cấu trúc của thế giới như chụp ảnh từng nguyên tử. Độ nét của bức ảnh này có thể đạt được nhờ vào việc gửi đi những xung cực ngắn, do đó cho phép chúng ta ghi nhận lại từng giai đoạn của các phản ứng phức tạp xảy ra rất nhanh. Cả hai nhà khoa học nói trên còn chế tạo được đồng hồ laser và nhờ đó họ có trong tay một dụng cụ đo lường cực kỳ chính xác. Nghiên cứu của họ nhằm giải quyết các vấn đề sau:
- Tính toán chính xác vận tốc ánh sáng. Trước đây, vận tốc ánh sáng bị giới hạn bởi các định nghĩa như sau: Chiều dài 1 mét là một số lần bước sóng của một vạch quang phổ nhất định của khí trơ krypton, một giây là thời gian thực hiện một số dao động nhất định ở tần số cộng hưởng trong nguyên tử caesi. Để giải quyết vấn đề, Hall đã xác định vận tốc ánh áng là 299792 mét/giây vào năm 1983. Kết quả này phù hợp với những phép đo tốt nhất[3].
- Điều khiển pha của ánh sáng. Đây cũng là một công việc quan trọng đặc biệt trong các thực nghiệm với các xung femto giây khi có tương tác mạnh giữa xung laser và vật chất. Kỹ thuật lược tần số mà cả Hall và Hänsch phát minh ra có liên quan rất nhiều đến các phép đo chính xác cả về tần số và thời gian[4].